# 山口雄大
山口 雄大（やまぐち ゆうだい、1971年10月10日 - ）は、日本の映画監督。東京都出身。

## 人物
日本映画学校（現・日本映画大学）卒業。2003年『地獄甲子園』でゆうばり国際ファンタスティック映画祭ヤングコンペ部門グランプリ獲得。
とても実写化できそうにないギャグ漫画を、あえて実写化するのが得意芸。プロデューサーの中林千賀子と同級生である。『漫☆画太郎SHOW ババアゾーン(他)』は、日本映画学校時代の同級生が多数参加している。

## 監督作品

### 映画
- 『手鼻三吉と2（トゥワイス）志郎が往く』シリーズ
  - 手鼻三吉と2（トゥワイス）志郎が往く（1999年）
  - 手鼻三吉、世界を翔ける（2002年）
  - 手鼻三吉と2（トゥワイス）志郎が往く・北の0年（2005年）
  - TEBANA SANKICHI: Re-mix ver.（2012年）
- 名探偵・一日市肇（2001年製作、2005年公開）
- 最も危険な刑事（でか）まつり（2003年）
- 地獄甲子園（2003年）
- 地獄甲子園外伝 ラーメンバカ一代（2003年）
- 漫☆画太郎SHOW ババアゾーン(他)（2004年）
- 穴「怪奇穴人間」（2004年）
- 楳図かずお恐怖劇場『プレゼント』（2005年）
- 魁!!クロマティ高校 THE☆MOVIE（2005年）
- ミートボールマシン（2006年）[2]
- ユメ十夜 第十夜（2006年）
- 赤んぼ少女（2008年）
- 激情版エリートヤンキー三郎（2009年）
- 非女子図鑑 -魁!!みっちゃん編-（2009年）
- 極道兵器（2011年）
- men's egg Drummers メンズエッグ・ドラマーズ（2011年）
- デッドボール（2011年）
- ABC・オブ・デス（2013年）
- アブダクティ（2013年） - ブリュッセル国際ファンタスティック映画祭 SILVER RAVEN（準グランプリ）受賞[3]
- MAX THE MOVIE (2016年)[4]
- 珍遊記（2016年）[5][6]
- HiGH&LOW THE RED RAIN（2016年）
- ROKUROKU（2018年）
- モンスターストライク THE ANIMATION　ルシファー 反逆の堕天使　2018- Web 監督演出
- モンスターストライク THE ANIMATION　ルシファー 反逆の堕天使 2018- Web監督演出
- モンスターストライク THE ANIMATION　ソロモン 叡智の魔術王 2018～2019-Web 監督シナリオ
- モンスターストライク THE ANIMATION　エンド・オブ・ザ・ワールド 2019-Web 監督
- モンスターストライク THE ANIMATION　ルシファー ウェディングゲーム 2019 - Web 監督
- モンスターストライク THE MOVIE ルシファー 絶望の夜明け 2020 - 助監督
- 1%er ワンパーセンター（2024年）[7]

### テレビ
- 怪談新耳袋 第2シリーズ （2003年 BS-i）
  - 第36話「やめて」"Please Don't"
  - 第37話「もうやめて」"No More, Please"
  - 第38話「来るなら来い!」"Come, If You Dare"
- 怪奇大家族（2004年 テレビ東京）
  - 第3怪「恐怖! キワの茶飲み友達」
  - 第4怪「恐怖! 呪いの絵画・恐怖! 呪いの右手」
  - 第9怪「脱出せよ! 忌野家呪いの迷路」
  - 第10怪「恐怖! 清四呪いのカウントダウン」
- スパイ道 #20「坂口拓のスパイ」（2005年 BS-i）
- 週刊真木よう子「おんな任侠筋子肌」（2008年 テレビ東京）
- 東京少女水沢エレナ 第5話「マイ・フェア・エレナ」（2008年 BS-i）
- SOIL ソイル（2010年 WOWOW）
- 牙狼-GARO- -魔戒ノ花-（2014年 テレビ東京）
- コードネームミラージュ （2017年 テレビ東京）
- 目玉焼きの黄身 いつつぶす?（2017年 毎日放送）

## 脚本
- 3on3（2003年）
- ALIVE アライヴ（2003年）
- 板尾創路の脱獄王（2010年）

## 出演
- 渋谷怪談2（2004年、堀江慶監督）

## プロデューサー
- 蠱毒（こどく） ミートボールマシン（2017年）

## ゲーム
- ロリポップチェーンソー（2012年、角川ゲームス） - シネマティックディレクター
- KILLER IS DEAD（2013年、角川ゲームス） - シネマティックディレクター
- LET IT DIE（英語版） プロモーション映像（2014年、ガンホー・オンライン・エンターテイメント） - 監督・撮影・構成
- バイオハザード リベレーションズ2（2015年、カプコン ）- カットシーンディレクター